# لیوبا

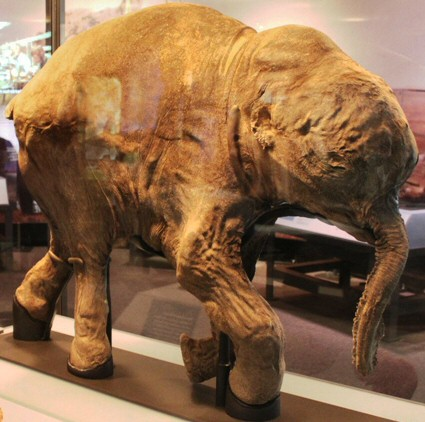
مومیایی لیوبا در موزه میدانی تاریخ طبیعی

لیوبا (به روسی: Люба) نام یک بچه ماموت تندرای ماده است که نزدیک ۴۰٬۰۰۰ سال پیش در سن یک ماهگی مرد. لیوبا به احتمالی بهترین و سالم‌مانده‌ترین ماموت مومیایی در جهان است.
مومیایی این بچه ماموت در ماه مه سال ۲۰۰۷ میلادی توسط یک شکارچی گوزن شمالی در شبه جزیره یامال در مناطق قطبی روسیه پیدا شد. نام آن «لیوبا» گذاشته شد که کوچک شده‌ی واژه «لیوبف» (در روسی: Любовь) به معنای «عشق» در زبان روسی است. وزن این ماموت در هنگام یافت شدن ۵۰ کیلوگرم بود و طولی برابر ۸۵ سانتی‌متر داشت. اندازه آن از خرطوم تا سر به ۱۳۰ سانتی‌متر می‌رسید که طول آن را برابر با طول یک سگ درشت‌پیکر می‌کرد.
بر پایه بررسی‌های انجام شده با مقطع‌نگاری رایانه‌ای، گمان بر این می‌رود که لیوبا به دلیل خفگی در گِل جان سپرده باشد. در هنگام مرگ، لیوبا به همراه گروه خود در حال گذر از بستر رودخانه‌ای بودند که به دلیل جثه کوچک، او فرصت بیرون آوردن خود از گل‌ها را پیدا نمی‌کند و به درون آن کشیده می‌شود. مرگ در درون گل‌ها اندام‌های درونی لیوبا را به خوبی نگهداری کرده‌است و دانشمندان حتا توانسته‌اند بازمانده شیر درون معده لیوبا را که از مادر نوشیده بود، شناسایی کنند. پوست و اندام‌های لیوبا همگی در وضعیتی عالی باقی مانده‌اند.
مومیایی لیوبا تاکنون در نمایشگاه‌ها و موزه‌های تاریخ طبیعی متعددی در سراسر جهان به نمایش گذشته شده‌است.